# Парша бугорчатая
Парша бугорчатая, ооспороз — инфекционное грибковое заболевание картофеля.
Возбудитель болезни — несовершенный гриб Polyscytalum pustulans. Грибница бесцветная, с перегородками. Толщина молодых гиф 2,5—3,5 мкм, при старении культуры они утолщаются до 7—10 мкм, становятся узловатыми и окрашиваются в коричневый цвет. Конидии овально-цилиндрические, бесцветные, одноклеточные (в старых культурах могут быть двухклеточными), в цепочках, размером 6—12 на 2—2,5 мкм. Длина конидиносцев 80—100 мкм.

## Вредоносность
Патоген поражает глазки на семенных клубнях, что приводит к сильному изреживанию посевов и снижению урожая до 35 %. Кроме того, в зараженных клубнях снижается содержание крахмала, белка, витамина С, увеличивается количество моносахаридов. Они подвержены более сильному повреждению ризоктониозом, серебристой паршой, мокрыми и сухими гнилями, нематодами.

## Симптомы и жизненный цикл возбудителя болезни
Заражение клубней ооспорозом происходит в поле в период роста клубней, но признаки поражения обнаруживаются лишь в период хранения (через 2—4 месяца после уборки) и особенно усиливаются к концу хранения. На поверхности клубня образуются округлые по форме пустулы, по окраске почти не отличаются от цвета здоровой кожуры. Пустулы, в зависимости от сорта, могут быть плоскими, слегка вдавленными или выпуклыми. Если участки поражения сливаются, образуется крупное, несколько вдавленное пятно, похожее на проявление фитофтороза. Однако при ооспорозе нет загнивания ткани под пятном, характерного для фитофтороза.
Неразрушенная кожица закрытых пустул позволяет легко отличить ооспороз от других видов парши. На поверхности клубня, особенно при повышенной влажности воздуха в хранилище, может развиться беловато-сероватый налет конидиального спороношения возбудителя, который вызывает повторные заражения клубней при хранении. При холодном хранении картофеля может развиваться ямчатая форма ооспороза, при которой на поверхности клубней образуются округлые углубления диаметром 4—12 мм. Ооспороз развивается наиболее сильно при температуре 4 °С и относительной влажности воздуха около 100 %.
Заражение клубней в поле происходит от инфекции, сохраняющейся в почве на растительных остатках и (главным образом) от занесенной на поле с пораженными семенными клубнями через трещины, глазки, механические повреждения и чечевички. Возбудитель ооспороза может поражать корни, столоны и нижнюю часть стеблей, на поверхности которой образуются бурые расплывчатые пятна с поперечными трещинами.
Ооспорозом особенно сильно поражается картофель на лёгких почвах при прохладной погоде и высокой влажности почвы.

## Меры борьбы
1. Посадка здорового посадочного материала.
2. Соблюдение севооборота с исключением картофеля на заражённом поле минимум на 3—4 года. В качестве предшествующей культуры лучше использовать пласт или оборот пласта многолетних трав, зернобобовые смеси.
3. Проведение агротехнических приёмов для подавления почвенной инфекции — уничтожение растительных остатков, глубокая зяблевая вспашка и др.
4. Предуборочное удаление ботвы и уборка картофеля в оптимальные сроки.
5. Послеуборочное просушивание и озеленение семенных клубней. Проведение лечебного периода.
6. Хранение картофеля при температуре 2—4 °С.